# El Forastero Motorcycle Club
El Forastero Moto Club (EFMC) est un club de moto 1% fondé en 1962 à Sioux City, Iowa.

## Historique
Ce club fut créé après avoir été refusé comme chapitre des Satan Esclaves MC. Le El Forastero est connu pour ses activités criminelles et considérés par la loi comme une organisation de second rang, après les gangs Big four, bandes de bikers criminalisés fonctionnant comme une entreprise de crime organisé.
Un de ses premiers membres est le célèbre artiste motard Dave Mann. Le nom du club signifie « l'outsider » en espagnol.
Le club a été fondé en 1962 par Tom Fugle et Harlan Tiny Brower. Le club a des chapitres à Sioux City (Iowa), Kansas City (Missouri), Minneapolis (Minnesota), St Louis (Missouri), Des Moines (Iowa), Wichita (Kansas) et Okoboji (Iowa). Il entretient des liens étroits avec le Galloping Goose MC et le Hangmen MC.
Certains membres du club ont été reconnus coupables de vols de motocyclettes et de transport et distribution de méthamphétamine. Des membres ont témoigné que d'autres membres du club avaient mis en commun de l'argent pour acheter des stupéfiants à des fins de consommation lors des événements organisés par le club.
En juin 1991, le club de Sioux City fut pris d'assaut par l'ATF.
En juin 2009, un de ses membres, William Eneff allias Muff, fut condamné à une peine de sept ans dans une prison fédérale sans possibilité de libération conditionnelle. Celui-ci avait plaidé coupable de complot en vue de la distribution de méthamphétamine. Selon le département de la Justice des États-Unis, Eneff « a admis que les membres du El Forastero et les affiliés du Galloping Goose MC étaient tenus de payer annuellement une cotisation et d'assister à un certain nombre de voyages en moto, communément appelés runs, chaque année. Pour chaque run, les membres étaient tenus de donner de l'argent qui était mis en commun, ou recueillies par chaque club de la charte, puis transmis au Galloping Goose ou à El Forastero qui accueillaient le run. Cet argent étant notamment conservé en vue de l'achat de méthamphétamine, de cocaïne et de marijuana. Ces drogues étaient gardées dans les sacs du voyage puis distribuées à tous les membres du club qui participaient au run »[réf. nécessaire].
En 2006, dans un éditorial du St. Joseph News-Press, Mark Sheehan exprime son émerveillement face à l'âge avancé de ce « dangereux gang de motards », notant que pour ce groupe accusé de trafic de méthamphétamine, « les âges de ces rebelles sur roues allaient de 51 à 60 ans ». Inculpé, le El Forastero Larry D. Eight Ball Williams âgé de 60 ans avait même une « carte de transport en tant que membre de l'AARP ». Sheehan écrit également : « Je suis profondément préoccupé par le fait que nous sommes bloqués dans une ornière psychologique. Nous sommes déterminés à vivre dans les années 1960 lorsque les gangs de moto étaient cool »[réf. nécessaire].

## Culture Populaire
Dans le film documentaire de 2016, 21 Days under the Sky, les quatre bikers protagonistes (Josh Kurpius, Ryan Grossman, Gentry Dayton, et Troy Critchlow) s’arrêtent à Sioux City au El Forastero durant leur road trip  de San Francisco à Brooklyn pour rencontrer Tom Fugle.